# Shelagh Delaney
Shelagh Delaney (Broughton, Salford, Lancashire, 25 de noviembre de 1938- Suffolk, 20 de noviembre de 2011) fue una dramaturga y guionista inglesa. Su primera obra, A Taste of Honey (1958), ha sido descrita por Michael Patterson como "probablemente la obra más representada por una dramaturga británica de la posguerra".

## Biografía
Delaney era hija de un inspector de autobuses de origen irlandés llamado Joseph y de Elsie Tremlow, nacida en Broughton, Salford. Cambió su nombre de pila, Sheila Mary Delaney, antes del estreno de su primera obra de teatro para que sonara más irlandés. Suspendió el Eleven plus exam y asistió a la escuela Broughton Secondary Modern antes de trasladarse a la edad de 15 años a la escuela Pendleton High donde obtuvo cinco niveles O.

## Trayectoria
Delaney escribió su primera obra en diez días, después de ver Variation on a Theme, de Terence Rattigan (algunas fuentes señalan que fue después de ver Waiting for Godot) en la Opera House de Manchester durante una gira previa por el West End. Delaney pensó que podía hacerlo mejor que Rattigan, en parte porque consideraba que "Variación (...) mostraba insensibilidad en la forma en que Rattigan retrataba a los homosexuales". Su obra A Taste of Honey fue aceptada por el taller de teatro de Joan Littlewood. "Aparte de su sustancioso contenido, creemos que hemos encontrado una verdadera dramaturga", dijo entonces Gerry Raffles, del Theatre Workshop. En el programa de la producción, se describía a Delaney como "la antítesis de los 'jóvenes enojados' de Londres. Ella sabe por qué está enojada".
A Taste of Honey, que se presentó por primera vez el 27 de mayo de 1958, está ambientada en su Salford natal. "Tenía claro lo que quería ver en el teatro. Nos oponíamos a las obras en las que los obreros de la fábrica iban con la gorra en la mano y llamaban al jefe «señor». Normalmente se muestra a las personas del norte del país como si fueran idiotas, cuando en realidad son muy vivas y cínicas". Desde enero de 1959, y con el mismo al elenco original, la representación de la obra contó con 368 funciones en el West End. También estuvo en Broadway, con Joan Plowright como Jo y Angela Lansbury como su madre en el reparto original. Michael Patterson la describe en The Oxford Dictionary of Plays como "probablemente la obra más interpretada por una dramaturga británica de la posguerra".
El segundo trabajo de Delaney, The Lion in Love, publicado en 1960, está reseñado en la Enciclopedia de Escritores Británicos: Siglos XIX y XX como una obra que "retrata a una familia empobrecida, cuyos ingresos provienen de la venta de baratijas", pero "las mejores cualidades de la primera obra están ausentes". La novelista Jeanette Winterson, sin embargo, ha comentado que las reseñas contemporáneas de las primeras representaciones de estas dos primeras obras "se leen como un deprimente ensayo de sexismo.
Sweetly Sings the Donkey, una colección de cuentos, apareció en 1963.
A Taste of Honey fue adaptada al cine en una película con el mismo título que se estrenó en 1961 con Delaney como extra en la escena inicial del netball. Delaney escribió el guion junto al director Tony Richardson. Según Phil Wickham, que escribe para el sitio web Screenonline, el guion de la película "logra mantenerse entre los mejores diálogos de Delaney mientras crea una experiencia cinematográfica más que teatral". En 1962 ganó el premio BAFTA al Mejor Guion Británico y el Premio del Gremio de Escritores de Gran Bretaña. Entre los guiones de Delaney se encuentran The White Bus, Charlie Bubbles (ambos de 1967) y Dance with a Stranger (1985). También escribió la serie de la BBC La casa que construyó Jack (1977), que luego adaptó como Off-Off- Broadway, obra de teatro estrenada en 1979.
En 1985 Delaney fue elegida miembro de la Royal Society of Literature .
Delaney escribió varias obras para la radio, entre ellas Tell Me a Film (2003), Country Life (2004) y su secuela Country Life de Whoopi Goldberg, que se emitió en el espacio The Afternoon Play de BBC Radio 4 en junio de 2010.
Delaney falleció de cáncer de mama e insuficiencia cardíaca cinco días antes de cumplir 73 años, en la casa de su hija Charlotte en Suffolk. Le sobreviven su hija y sus tres nietos.

## Legado
En 1986, el cantante principal y letrista de The Smith, Morrissey, declaró: "Nunca he ocultado el hecho de que al menos el cincuenta por ciento de mis razones para escribir se las deba a Shelagh Delaney". La letra de This Night Has Open My Eyes es un recuento de la trama de A Taste of Honey, con muchas citas directas de la obra. Morrissey eligió una foto de Delaney como ilustración de la portada del álbum de 1987 de los Smiths, Louder Than Bombs, así como en el sencillo Girlfriend in a Coma.
En 2019 se publicóTastes of Honey: the making of Shelagh Delaney and a Cultural Revolution, (Londres: Chatto & Windus),  una biografía de Delaney escrita por Selina Todd. .

## Referncias
- Tastes of HoneyReferencias

1. 1 2  Patterson, Michael (2005). The Oxford Dictionary of Plays. Oxford: Oxford University Press. ISBN 978-0-19-860417-4.
2. 1 2 3 4  Barker, Dennis (21 de noviembre de 2011). «Obituary: Shelagh Delaney». Consultado el 10 de junio de 2014.
3. 1 2  Kellaway, Kate (25 de agosto de 2019). «Tastes of Honey by Selina Todd review – illuminating life of Shelagh Delaney». Consultado el 24 de enero de 2020.
4. ↑  «Shelagh Delaney biography». Queen's Theatre. London. Archivado desde el original el 28 de febrero de 2009.
5. ↑  Billington, Michael (21 de noviembre de 2011). «Shelagh Delaney gave working class women a taste of what was possible».
6. ↑  Welsh, James Michael; Tibbetts, John C. (1999). The Cinema of Tony Richardson. SUNY Press. p. 99. ISBN 978-0-79-144250-0.
7. ↑  «Shelagh Delaney». 21 de noviembre de 2011. Consultado el 10 de junio de 2014.
8. ↑  Innes, C.D. (2002). Modern British Drama: the Twentieth Century. Cambridge: Cambridge University Press. p. 80.
9. 1 2  Zarhy-Levo, Yael (2008). The Making of Theatrical Reputations. University of Iowa Press. p. 80. ISBN 978-1-58-729626-0.
10. ↑  Cooke, Rachel (25 de enero de 2014). «Shelagh Delaney: the return of Britain's angry young woman».
11. ↑  «Shelagh Delaney's Salford». BFI Screenonline. 2003–2014. Consultado el 10 de junio de 2014.
12. ↑  Shelagh Delaney interview, 2 February 1959, Mid Century Drama, London, Faber, 1960, p. 169 as quoted in Pia Conti's "Shelagh Delaney", in Claude Lichtenstein & Thomas Schregenberger As found: the discovery of the ordinary, Springer, 2001, p. 266
13. ↑  Lacey, Stephen (1995). British realist theatre: the new wave in its context 1956–1965. London: Routledge. p. 51. ISBN 978-0-41-512311-2.
14. ↑  Aston, Elaine; Reinelt, Janelle G., eds. (2000). The Cambridge Companion to Modern British Women Playwrights. Cambridge: Cambridge University Press. p. 41.
15. ↑  Stade, George; Karbiener, Karen; Krueger, eds. (2003). Encyclopedia of British Writers: 19th and 20th Centuries. New York City: Facts on File. p. 104.
16. ↑  Winterson, Jeanette (18 de septiembre de 2010). «My hero: Shelagh Delaney by Jeanette Winterson».
17. ↑  Wickham, Phil (2003–2014). «Taste of Honey, A (1961)». BFI Screenonline. Consultado el 3 de octubre de 2019.
18. ↑  «The House that Jack Built: 1: Ten Years Ago - Winter - BBC One London - 15 June 1977». BBC Genome.
19. ↑  «Shelagh Delaney Biography - eNotes.com». eNotes.
20. ↑  «The Afternoon Play: Whoopi Goldberg's Country Life, BBC Radio 4». BBC Genome. 18 de junio de 2010.
21. ↑  Goddard, Simon (2010). Mozipedia: The Encyclopedia of Morrissey and the Smiths. Plume Books. pp. 96–99. ISBN 978-0-45-229667-1.